# 키넥트 스포츠
키넥트 스포츠(Kinect Sports) 엑스박스 게임 스튜디오가 엑스박스 360용으로 배급하고 레어가 배급한 스포츠 비디오 게임이다. 이 게임은 키넥트의 모션 감지 주변기기를 이용하며 북아메리카에서 2010년 11월 4일 키넥트의 런칭 타이틀로서, 그리고 며칠 지나 유럽, 오스트레일리아, 일본에서 출시되었다.
이 게임은 6개의 스포츠 시뮬레이션과 8개의 미니 게임들을 모아두고 있으며 키넥트의 모션 감지 기능을 증명하기 위해 설계되었다. 6개의 게임에는 볼링, 권투, 육상경기, 탁구, 비치발리볼, 축구가 포함된다.
이 게임은 평론가들로부터 긍정적인 평가를 받았으며 2011년 4월 기준으로 300만 본 이상 판매되었다. 후속작은 키넥트 스포츠: 시즌 투이다.

## 평가
| 통합 점수      | 통합 점수 |
| 통합사         | 점수      |
| -------------- | --------- |
| 게임랭킹스     | 75%       |
| 메타크리틱     | 73/100    |
| 평론 점수      |           |
| 평론사         | 점수      |
| 에지           | 8/10      |
| 유로게이머     | 7/10      |
| 게임 인포머    | 8/10      |
| 게임스팟       | 7.5/10    |
| 게임트레일러스 | 6.4/10    |
| 자이언트 밤    | 4/5       |
| IGN            | 8/10      |
| OXM (UK)       | 9/10      |
| OXM (US)       | 7.5/10    |
| 엑스플레이     | 4/별      |

| 수상   | 수상                    |
| 평론사 | 수상                    |
| ------ | ----------------------- |
| BAFTA  | Family Game of the Year |